# Partido Nacional Liberal (Alemania)

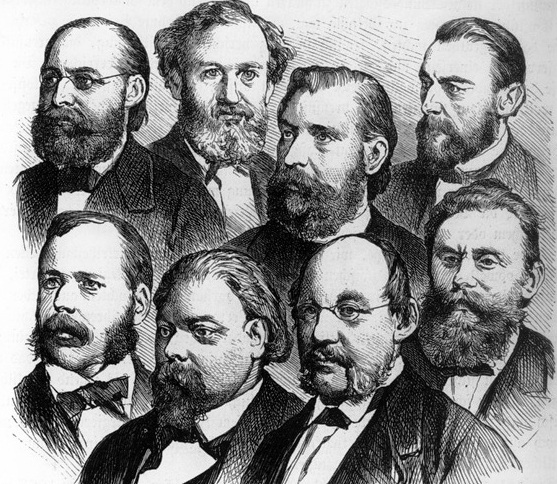
Políticos líderes del Partido Nacional Liberal Primera fila (izq.-dcha.): Wilhelm Wehrenpfennig, Eduard Lasker, Heinrich von Treitschke, Johannes von Miquel; segunda fila (izq.-dcha.): Franz von Roggenbach, Karl Braun, Rudolf Gneist, Ludwig Bamberger.

El Partido Nacional Liberal (en alemán: Nationalliberale Partei, NLP) fue un partido político liberal del Imperio alemán, existente entre 1867 y 1918.

## Historia
El primer grupo parlamentario nacional-liberal se constituyó el 17 de noviembre de 1866 por varios diputados del ala derechista del Partido Progresista Alemán en el Landtag de Prusia, como Eduard Lasker y Hans Victor von Unruh. Ellos dejaron de lado sus diferencias con el ministro-presidente Otto von Bismarck sobre la política nacional, debido a su apoyo a la política exterior que tenía un gran éxito, lo que dio lugar a la unificación de Alemania como una monarquía constitucional. El Partido Nacional Liberal fue fundado en 1867, y abogaba por los intereses de los grandes burgueses (en alemán: Großbürger) y los magnates. Su primer presidente fue Rudolf von Bennigsen. En las elecciones de 1871 el partido llegó al 30,1% de los votos, convirtiéndose en el grupo más fuerte en el Reichstag con 119 escaños.
El periodo de gran predominio de los nacional-liberales fue entre 1871 y 1879, cuando eran los principales aliados de Bismarck en el Reichstag y eran ávidos partidarios del Kulturkampf.
Cuando Bismarck rompió con los nacionales liberales en 1879 y se volvió hacia políticas proteccionistas, el cambio fue tan importante, que se ha caracterizado como un "giro conservador" de Bismarck. Esto significó un cambio duradero del canciller a la derecha, que modificó el clima político de la incipiente nación y las relaciones se tensaron entre Bismarck y algunos líderes liberales alemanes. Bismarck, después de 1879, comenzó a favorecer un enfoque más proteccionista, que violó los principios del libre comercio de los dos partidos liberales, los nacional-liberales y el Partido Progresista Alemán, de orientación más izquierdista. Un año más tarde el ala izquierda del NLP, la Unión Liberal, se separó y se fusionó con el Partido Progresista Alemán en el Partido Librepensador Alemán en 1884. Los partidarios restantes del NLP se acercaron a los conservadores, siendo los más fuertes partidarios de las leyes navales de Alfred von Tirpitz a partir de 1898, que empujaron a Gran Bretaña a una carrera armamentista con Alemania hasta la Primera Guerra Mundial.
Los nacional-liberales llegaron a estar estrechamente relacionados con los intereses de las grandes empresas. Cada vez más amenazados por la creciente fuerza de los socialistas del SPD, el partido se volvió poco a poco más conservador, aunque se dividió generalmente entre un ala más liberal, que buscó fortalecer los lazos con los liberales disidentes de su izquierda, y una derecha, que vino a apoyar políticas más proteccionistas y las relaciones estrechas con los conservadores y el gobierno imperial.
Durante la Primera Guerra Mundial, la mayoría de los nacional-liberales, que incluían los líderes de su ala de izquierda como Gustav Stresemann, apoyaron los objetivos expansionistas del gobierno imperial, aunque también pidieron una reforma. Después de la guerra, el partido se disolvió. El ala izquierda se fusionó con los liberales de izquierda progresistas para formar el Partido Democrático Alemán (Deutsche Demokratische Partei). La mayor parte de los elementos moderados y conservadores del partido (incluyendo a Stresemann) formaron el liberal-conservador Partido Popular Alemán (Deutsche Volkspartei). El ala derecha de los nacionales liberales se unió al Partido Nacional del Pueblo Alemán.